# Óscar Lata
Óscar Lata Alonso (nacido en La Coruña, Galicia, 12 de agosto de 1974) es un entrenador español de baloncesto que actualmente dirige a los Beijing Royal Fighters de la Chinese Basketball Association (CBA).

## Trayectoria
Es un entrenador de baloncesto que empezó su carrera deportiva en las categorías inferiores del CD Estación su ciudad natal. Más tarde, dirigiría clubs modestos de Galicia como Calasancias de Liga 2 Femenina y al Nós Culleredo de baloncesto en silla de ruedas. 
Desde 1999 a 2004, formó parte del personal técnico de Sito Alonso en el Cosehisa Monzón en la liga EBA durante cuatro temporadas.
Desde 2004 a 2006 dirigiría al Xiria Carballo de 1.ª Nacional con el que conseguiría el ascenso a Liga EBA.
Lata también sería primer entrenador del Matchmind Carrefour 'El Bulevar' Ávila, en LEB Bronce (2007-08), el año siguiente dirigió al Correcaminos UAT Victoria, en México, y en los dos siguientes cursos entrenó en la cantera del Joventut, donde también coincidió con Alonso. 
Durante la temporada 2012-13, fue director deportivo de Básquet Coruña en la Liga LEB Oro.
Más tarde, Óscar volvería a trabajar de la mano de Sito Alonso y adquiriría una dilatada trayectoria siendo asistente durante cuatro temporadas en equipos de la Liga Endesa como Bilbao Basket, Baskonia y FC Barcelona Lassa.
En la temporada 2018-19, fue asistente de Natxo Lezkano en las filas del Cafés Candelas Breogán de la Liga Endesa.
En la temporada 2019-20 trabajó como asistente en el Spirou Basket belga, con el que también participó en la FIBA Eurocup.
El 30 de enero de 2021, se compromete con el Club Baloncesto Peñas Huesca de la Liga LEB Oro, hasta el final de la temporada. Con el conjunto oscense lograría mantener la categoría en Liga LEB Oro.
El 6 de julio de 2021, firma como entrenador asistente de Sito Alonso en el UCAM Murcia CB de la Liga Endesa.
El 8 de junio de 2022, firma por el Melilla Baloncesto de la Liga LEB Oro, para sustituir a Rafael Monclova.
El 16 de enero de 2023, pone fin a su etapa como entrenador del conjunto melillense.
El 26 de mayo de 2023, firma por los Beijing Royal Fighters de la Chinese Basketball Association (CBA).

## Clubs
- 1992-93. CD Estación de La Coruña. Categorías inferiores.
- 1993-94. Calasancias. 2.ª Femenina.
- 1994-95. Carballo. Segundo entrenador.
- 1995-96. CD Estación de La Coruña. Sénior provincial.
- 1996-98. Nós Culleredo. Baloncesto en silla de ruedas.
- 1999-04. CB Monzón. Liga EBA. Entrenador ayudante
- 2004-06. Xiria Carballo. 1.ª Nacional.
- 2007-08. Matchmind Carrefour 'El Bulevar' Ávila. LEB Bronce.
- 2008-09. Correcaminos UAT Victoria. LNBP.
- 2009-11. Joventut de Badalona. Categorías inferiores.
- 2011-12. Santo Domingo Betanzos. 1.ª Nacional.
- 2012-13. Básquet Coruña. Director de cantera.
- 2014-16. Dominion Bilbao Basket. Liga Endesa, Copa del Rey y Eurocup. Entrenador ayudante de Sito Alonso.
- 2016-17. Baskonia. Liga Endesa, Supercopa Endesa, Copa del Rey y Euroliga. Entrenador ayudante de Sito Alonso.
- 2017-18. FC Barcelona Lassa. Liga Endesa y Euroliga. Entrenador ayudante de Sito Alonso.
- 2018-19. Cafés Candelas Breogán. Liga Endesa. Entrenador ayudante de Natxo Lezkano.
- 2019-20. Spirou Basket. Pro Basketball League y Eurocup. Entrenador ayudante de Frederic Wilmot.
- 2021 Levitec Huesca. Liga LEB Oro
- 2021-22 UCAM Murcia CB. Liga Endesa. Entrenador ayudante de Sito Alonso.
- 2022-23. Melilla Baloncesto. Liga LEB Oro
- 2023-actualidad. Beijing Royal Fighters. Chinese Basketball Association (CBA)

## Títulos
- 2005-06. Xiria Carballo. 1.ª Nacional. Ascenso a Liga EBA